# Lina Gjorcheska
Lina Gjorcheska (macedonia: Лина Ѓорческа; nació el 3 de agosto de 1994) es una jugadora de tenis macedonia.
Su mejor clasificación en la WTA fue la número 200 del mundo, que llegó el 24 de octubre de 2016. En dobles alcanzó número 136 del mundo, que llegó el 21 de noviembre de 2016. Hasta la fecha, ha ganado ocho individuales y treinta tres títulos de dobles en el ITF tour.
Jugó para Macedonia en la FEd Cup, Gjorcheska tiene un registro G / P de 5-1. En el US Open de 2016  perdió en la primera ronda de las cualificaciones ante Catherine Bellis. Fue su primera aparición en un Grand Slam.

## TítulosWTA 125s
| Leyenda  | Individuales | Dobles |
| -------- | ------------ | ------ |
| WTA 125s | 0            | 0      |

### Dobles (0)

#### Finalista (2)
| N.º | Fecha                    | Torneos   | Superficie    | Pareja                 | Oponentes                        | Resultado        |
| --- | ------------------------ | --------- | ------------- | ---------------------- | -------------------------------- | ---------------- |
| 1.  | 11 de junio de 2017      | Bol       | Tierra batida | Aleksandrina Naydenova | Chuang Chia-jung Renata Voráčová | 4–6, 2–6         |
| 2.  | 15 de septiembre de 2024 | Liubliana | Tierra batida | Jil Teichmann          | Nuria Brancaccio Leyre Romero    | 7-5, 5-7, [7-10] |

## Títulos ITF

### Dobles (34–18)
| Torneos de $100,000 |
| Torneos de $75,000  |
| Torneos de $50,000  |
| Torneos de $25,000  |
| Torneos de $15,000  |
| Torneos de $10,000  |

| Finales por superficie |
| ---------------------- |
| Dura (3–0)             |
| Tierra batida (31–16)  |
| Césped (0–0)           |
| Carpet (0–2)           |

| Outcome   | N.º | Date                     | Tournament                  | Surface           | Partner                   | Opponents                                  | Score                      |
| --------- | --- | ------------------------ | --------------------------- | ----------------- | ------------------------- | ------------------------------------------ | -------------------------- |
| Finalista | 1.  | 8 de abril de 2012       | Heraklion, Grecia           | Carpet            | Despoina Vogasari         | Martina Borecka Petra Krejsova             | 0–6, 0–6                   |
| Finalista | 2.  | 15 de abril de 2012      | Heraklion, Grecia           | Carpet            | Despoina Vogasari         | Martina Borecka Petra Krejsova             | 2–6, 3–6                   |
| Finalista | 3.  | 26 de mayo de 2012       | Timisoara, Rumania          | Tierra batida     | Dalia Zafirova            | Teodora Mirčić Andreea Mitu                | 1–6, 2–6                   |
| Campeona  | 1.  | 3 de junio de 2012       | Arad, Rumania               | Tierra batida     | Viktora Malova            | Alexandra Damaschin Patricia Maria Tig     | walkover                   |
| Finalista | 4.  | 24 de junio de 2012      | Niš, Serbia                 | Tierra batida     | Maria Mokh                | Lütfiye Esen Hülya Esen                    | 6–3, 6–7(2–7), [6–10]      |
| Campeona  | 2.  | 1 de julio de 2012       | Prokuplje, Serbia           | Tierra batida     | Dalia Zafirova            | Lütfiye Esen Hülya Esen                    | 6–3, 6–2                   |
| Finalista | 5.  | 8 de julio de 2012       | Prokuplje, Serbia           | Tierra batida     | Dalia Zafirova            | Lucia Butkovská Victoria Kan               | 0–6, 6–2, [7–10]           |
| Finalista | 6.  | 12 de agosto de 2012     | Pirot, Serbia               | Tierra batida     | Dalia Zafirova            | Raluca Elena Platon Eva Wacanno            | 2–6, 6–1, [8–10]           |
| Finalista | 7.  | 13 de octubre de 2012    | Antalya, Turquía            | Tierra batida     | Alona Fomina              | Anaïs Laurendon Kateřina Vaňková           | 2–6, 4–6                   |
| Campeona  | 3.  | 20 de octubre de 2012    | Antalya, Turquía            | Tierra batida     | Alona Fomina              | Alice Matteucci Barbara Sobaszkiewicz      | 6–0, 6–4                   |
| Campeona  | 4.  | 19 de mayo de 2013       | Marathon, Grecia            | Dura              | Despoina Vogasari         | Anett Kontaveit Laura Deigman              | 6–4, 2–6, [10–6]           |
| Campeona  | 5.  | 7 de julio de 2013       | Prokuplje, Serbia           | Tierra batida     | Dalia Zafirova            | Viktorija Rajicic Viktoriya Tomova         | 6–3, 6–0                   |
| Campeona  | 6.  | 18 de agosto de 2013     | Brčko, Bosnia y Herzegovina | Tierra batida     | Dalia Zafirova            | Katarina Jokić Nikolina Jović              | 7–5, 6–1                   |
| Campeona  | 7.  | 8 de septiembre de 2013  | Belgrade, Serbia            | Tierra batida     | Camelia Hristea           | Xenia Knoll Tamara Čurović                 | 6–0, 6–1                   |
| Campeona  | 8.  | 15 de septiembre de 2013 | Vrnjacka Banja, Serbia      | Tierra batida     | Polina Leykina            | Rebecca Sramkova Natalia Vajdova           | 6–4, 6–3                   |
| Finalista | 8.  | 6 de octubre de 2013     | Albena, Bulgaria            | Tierra batida     | Camelia Hristea           | Dalia Zafirova Eva Wacanno                 | 6–4, 2–6, [8–10]           |
| Finalista | 9.  | 13 de octubre de 2013    | Ruse, Bulgaria              | Tierra batida     | Camelia Hristea           | Irina Maria Bara Eva Wacanno               | 1–6, 2–6                   |
| Finalista | 10. | 10 de noviembre de 2013  | Antalya, Turquía            | Tierra batida     | Martina Kubickova         | Diana Buzean Raluca Elena Platon           | 5–7, 1–6                   |
| Campeona  | 9.  | 17 de noviembre de 2013  | Antalya, Turquía            | Tierra batida     | Anastasia Vdovenko        | Diana Buzean Raluca Elena Platon           | 6–3, 6–2                   |
| Campeona  | 10. | 24 de noviembre de 2013  | Antalya, Turquía            | Tierra batida     | Anastasia Vdovenko        | Bianca Hîncu Kyoka Okamura                 | 6–1 2–6 [10–7]             |
| Finalista | 11. | 20 de junio de 2014      | Niš, Serbia                 | Tierra batida     | Marina Lazic              | Alexandra Nancarrow Maria Sakkari          | 3–6 0–6                    |
| Campeona  | 11. | 27 de junio de 2014      | Prokuplje, Serbia           | Tierra batida     | Alexandra Nancarrow       | Lütfiye Esen Hülya Esen                    | 6–2 6–4                    |
| Campeona  | 12. | 4 de julio de 2014       | Prokuplje, Serbia           | Tierra batida     | Alexandra Nancarrow       | Olga Fridman Elizaveta Ianchuk             | 6–4 7–6(7–5)               |
| Campeona  | 13. | 25 de julio de 2014      | Palic, Serbia               | Tierra batida     | Elizaveta Ianchuk         | Irina Maria Bara Camelia Hristea           | 6–4 6–1                    |
| Campeona  | 14. | 2 de agosto de 2014      | Timisoara, Rumania          | Tierra batida     | Katarina Adamovic         | Raluca Elena Platon Cristina Stancu        | 6–2 7–5                    |
| Finalista | 12. | 8 de agosto de 2014      | Arad, Rumania               | Tierra batida     | Camelia Hristea           | Irina Maria Bara Diana Buzean              | 6–4 5–7 [6–10]             |
| Campeona  | 15. | 12 de septiembre de 2014 | Sofia, Bulgaria             | Tierra batida     | Despina Papamichail       | Rebecca Sramkova Julia Terziyska           | 6–1, 6–4                   |
| Campeona  | 16. | 28 de marzo de 2015      | Sharm El Sheikh, Egipto     | Dura              | Arabela Fernandez Rabener | Anna Morgina Julia Terziyska               | 6–3 7–6(7–4)               |
| Campeona  | 17. | 4 de abril de 2015       | Sharm El Sheikh, Egipto     | Dura              | Julia Terziyska           | Wiktoria Kulik Karolina Silwanowicz        | 6–0 6–0                    |
| Campeona  | 18. | 8 de mayo de 2015        | Bol, Croacia                | Tierra batida     | Tena Lukas                | Alexandra Perper Anastasia Vdovenco        | 6–0 6–3                    |
| Campeona  | 19. | 23 de mayo de 2015       | Bol, Croacia                | Tierra batida     | Christina Shakovets       | Karin Kennel Iva Primorac                  | 4–6 6–2 [10–2]             |
| Campeona  | 20. | 12 de junio de 2015      | Galati, Rumania             | Tierra batida     | Cristina Dinu             | Irina Maria Bara Diana Buzean              | 6–4, 6–2                   |
| Campeona  | 21. | 20 de junio de 2015      | Tarsus, Turquía             | Tierra batida     | Melis Sezer               | Nora Niedmers Alina Wessel                 | 6–3 6–1                    |
| Campeona  | 22. | 26 de junio de 2015      | Prokuplje, Serbia           | Tierra batida     | Alexandra Nancarrow       | Dominika Paterová Vendula Žovincová        | 6–2 6–2                    |
| Campeona  | 23. | 4 de septiembre de 2015  | Vrnjačka Banja, Serbia      | Tierra batida     | Chantal Škamlová          | Marina Lazić Bojana Marinković             | 6–4 6–0                    |
| Campeona  | 24. | 18 de septiembre de 2015 | Podgorica, Montenegro       | Tierra batida     | Melis Sezer               | Nikoleta Bulatović Nina Kalezić            | 6–0, 6–0                   |
| Campeona  | 25. | 26 de septiembre de 2015 | Bol, Croacia                | Tierra batida     | Mariana Dražić            | Julia Wachaczyk Mandy Wagemaker            | 7–6(7–5) 6–3               |
| Campeona  | 26. | 7 de noviembre de 2015   | Antalya, Turquía            | Tierra batida     | Iva Primorac              | Gyulnara Nazarova Aleksandra Pospelova     | 6–4, 6–3                   |
| Campeona  | 27. | 14 de noviembre de 2015  | Antalya, Turquía            | Tierra batida     | Iva Primorac              | Alona Fomina Christina Shakovets           | 6–4, 4–6, [13–11]          |
| Campeona  | 28. | 24 de enero de 2016      | Antalya, Turquía            | Tierra batida     | Ioana Loredana Roșca      | Steffi Distelmans Chiara Grimm             | 6–2, 6–2                   |
| Finalista | 13. | 31 de enero de 2016      | Antalya, Turquía            | Tierra batida     | Ioana Loredana Roșca      | Viktória Kužmová Petra Uberalová           | 6–7(3–7), 7–6(8–6), [5–10] |
| Finalista | 14. | 28 de febrero de 2016    | Beinasco, Italia            | Tierra batida (i) | Dea Herdželaš             | Arantxa Rus İpek Soylu                     | 4–6, 2–6                   |
| Finalista | 15. | 13 de marzo de 2016      | Hammamet, Tunisia           | Tierra batida     | Isabella Shinikova        | Julia Grabher Naomi Totka                  | 7-5, 1-6, [11-13]          |
| Finalista | 16. | 3 de junio de 2016       | Hódmezővásárhely, Hungría   | Tierra batida     | Irina Maria Bara          | Laura Pigossi Nadia Podoroska              | 3–6, 0–6                   |
| Finalista | 17. | 10 de junio de 2016      | Padua, Italia               | Tierra batida     | Cristina Dinu             | Katarzyna Piter Alice Matteucci            | 6–2, 6–7(1–7), [8–10]      |
| Campeona  | 29. | 17 de junio de 2016      | Szeged, Hungría             | Tierra batida     | Cristina Dinu             | Justyna Jegiołka Guadalupe Pérez Rojas     | 4–6, 6–1, [10–4]           |
| Campeona  | 30. | 2 de julio de 2016       | Stuttgart, Alemania         | Tierra batida     | Florencia Molinero        | Aminat Kushkhova Diana Sumova              | 1–6, 6–1, [10–7]           |
| Campeona  | 31. | 8 de julio de 2016       | Turin, Italia               | Tierra batida     | Dalila Jakupović          | Alice Matteucci Sofia Shapatava            | 6–3, 6–3                   |
| Finalista | 18. | 10 de septiembre de 2016 | Sofia, Bulgaria             | Tierra batida     | Viktoriya Tomova          | Valentini Grammatikopoulou Quirine Lemoine | 4–6, 6–4, [6–10]           |
| Campeona  | 32. | 17 de septiembre de 2016 | Dobrich, Bulgaria           | Tierra batida     | Isabella Shinikova        | Laura Schaeder Melanie Stokke              | 6–7(13–15), 6–2, [10–6]    |
| Campeona  | 33. | 25 de septiembre de 2016 | Saint-Malo, Francia         | Tierra batida     | Diāna Marcinkēviča        | Alexandra Cadanțu Jaqueline Cristian       | 3–6, 6–3, [10–8]           |
| Campeona  | 33. | 26 de noviembre de 2016  | Valencia, España            | Tierra batida     | Galina Voskoboeva         | Alicia Herrero Liñana Ksenija Sharifova    | 6-0, 6-0                   |